# Brightwater
Brightwater är en småstad på Nya Zeelands sydö i regionen Tasman, 20 kilometer sydväst om staden Nelson. Brightwater var födelseplatsen för den Nobelprisbelönade experimentalfysikern Ernest Rutherford som kallats kärnfysikens fader.